# وینسنت هانکوک
وینسنت هانکوک (انگلیسی: Vincent Hancock؛ زادهٔ ۱۹ مارس ۱۹۸۹) ورزشکار اسکیت (تیراندازی) اهل ایالات متحده آمریکا است.
وی در مسابقات کشوری و بین‌المللی در مجموع برندهٔ ۴ مدال طلا شده‌است.